# Ossaea muricata
Ossaea muricata är en tvåhjärtbladig växtart som först beskrevs av August Heinrich Rudolf Grisebach, och fick sitt nu gällande namn av John Wright. Ossaea muricata ingår i släktet Ossaea och familjen Melastomataceae. Inga underarter finns listade i Catalogue of Life.